# Hachette v. Internet Archive
Hachette Book Group, Inc. v. Internet Archive, 542 F.Supp. 1156 (2023), es un caso en el que el Tribunal de Distrito de los Estados Unidos para el Distrito Sur de Nueva York determinó que Internet Archive cometió una infracción de derechos de autor al escanear y distribuir copias de libros en línea. A partir de la creación de la National Emergency Library (en inglés: Biblioteca Nacional de Emergencia) durante el inicio de la pandemia de COVID-19, la editorial Hachette Book Group alegó que la Open Library y la National Emergency Library facilitaron la infracción de derechos de autor. El caso involucra el uso justo de sistemas de préstamos digitales controlados (CDL, por sus siglas en inglés).

## Contexto
Internet Archive es una organización sin fines de lucro, con sede en San Francisco, California, dedicada a preservar el conocimiento en Internet. Archive mantiene, entre otros repositorios digitales, la Open Library, una biblioteca digital. Dado que muchas de las obras que contiene Internet Archive están protegidas por derechos de autor, el archivo utiliza un sistema de préstamo digital controlado (CDL), una práctica que se basa en la gestión de derechos digitales (DRM, por sus siglas en inglés) para evitar la descarga o copia no autorizada de los libros que todavía tienen derechos de autor. En marzo de 2020, como resultado de los cierres causados por la pandemia de COVID-19, Internet Archive creó la National Emergency Library, eliminando las listas de espera utilizadas normalmente en Open Library y ampliando el acceso a estos libros para todos los lectores. En concreto, la Open Library dio acceso ilimitado a 1,4 millones de los libros.
La National Emergency Library fue demandada por cuatro grandes editoriales de libros, y la biblioteca finalmente se cerró en junio de 2020.

## Demanda judicial
El 1 de junio de 2020, Hachette Book Group y otras editoriales, incluidas Penguin Random House, HarperCollins y Wiley, presentaron una demanda contra Internet Archive por la National Emergency Library, por el préstamo de 127 de sus títulos. Los demandantes además apuntaron contra la Open Library en general, argumentando que la práctica de CDL era ilegal y no estaba protegida por la doctrina del uso justo.
Ambas partes presentaron mociones de juicio sumario. El juez John G. Koeltl falló el 24 de marzo de 2023 contra Internet Archive en el caso y dijo que el concepto de la National Emergency Library no era de uso justo, por lo que el archivo infringió los derechos de autor de las editoriales al prestar los libros sin la restricción de la lista de espera. Internet Archive dijo después que apelaría este fallo, pero que, de lo contrario, continuaría con otros servicios de libros digitales que habían sido aprobados previamente por la jurisprudencia, como los libros para usuarios con problemas de lectura.

## Defensa de Internet Archive y reacciones
Internet Archive señala que la Open Library, el sistema CDL y la National Emergency Library se encuentran dentro del 'uso justo' del copyright, pues implicaron medidas de emergencia en un entorno de la pandemia del COVID-19, en el que la gente no tenía acceso a las bibliotecas. "Las medidas adoptadas por la pandemia impidieron el acceso a 650 millones de libros impresos."
Numerosas organizaciones, como Electronic Frontier Foundation, Creative Commons, la Fundación Wikimedia, han apoyado la causa de Internet Archive.

## Apelación al Segundo Circuito
Internet Archive intentó llegar a un acuerdo con las editoriales tras el fallo del juez Koeltl del 25 de marzo de 2023. Tras no conseguir llegar a ninguno, presentó una apelación al Segundo Circuito de Cortes de Apelaciones de Estados Unidos para el Distrito del Sur de Nueva York.
El 15 de diciembre de 2023, la defensa de Internet Archive presentó su apelación inicial. Poco después, numerosas asociaciones presentaron amicus curiae para ella.
El juicio oral tuvo lugar el 28 de junio de 2024. El 4 de septiembre de 2024, el Segundo Circuito de Cortes presentó el fallo en el que se volvía a dar la razón a las editoriales.
La defensa de Internet Archive ya informó de que no se planteaba elevar el caso a la Corte Suprema de los Estados Unidos y efectivamente, a diciembre de 2024, fecha límite para la posible nueva apelación y elevación del caso, la defensa no presentó alegaciones, dejando por tanto el fallo del Segundo Circuito como definitivo.